# Eberhard Fischer (Fußballspieler)
Eberhard Fischer (* 9. März 1935; † 24. Mai 2020) war ein deutscher Fußballspieler, der für Rotation/Einheit Dresden und Dynamo Dresden in der DDR-Oberliga, der höchsten Spielklasse im DDR-Fußball, aktiv war.

## Sportliche Laufbahn
Bereits mit 17 Jahren absolvierte Eberhard Fischer für die Betriebssportgemeinschaft (BSG) Rotation Dresden seine ersten Spiele in der DDR-Oberliga. Am 14. Dezember 1952 wurde er in der Begegnung Aktivist Brieske-Ost – Rotation Dresden (1:2) erstmals als Abwehrspieler eingesetzt. Im weiteren Verlauf der Saison wurde er auch im Mittelfeld aufgeboten und kam 1952/53 in insgesamt elf Oberligaspielen zum Einsatz. Auch in den folgenden fünf Oberligaspielzeiten gelang es Fischer nicht, sich als Stammspieler zu etablieren, da er stets längere Ausfälle zu verkraften hatte. Vielfach wurde er auch nur als Einwechselspieler aufgeboten. Ab 1956 (Kalenderjahr-Saison) wurde er als Stürmer eingesetzt, doch kam er bis 1958 nur auf fünf Punktspieltore. Ab November 1954 spielte Fischer mit seiner bisherigen Mannschaft für den SC Einheit Dresden, der die Fußballsektion der BSG Rotation übernommen hatte. Seine letzte Saison für Einheit Dresden absolvierte er in der Spielzeit 1958, in der er nur in zehn Oberligaspielen zum Einsatz kam. In seinen sechs Spielzeiten einschließlich der Übergangsrunde 1955 zum Wechsel zur Kalenderjahr-Saison bei Rotation bzw. Einheit Dresden war er auf 81 Oberligaeinsätze bei insgesamt 177 ausgetragenen Spielen gekommen und hatte dabei sechs Tore erzielt.
Zur Saison 1959 wechselte Fischer zur Nachbarmannschaft, der SG Dynamo Dresden, die gerade aus der drittklassigen II. DDR-Liga in die I. DDR-Liga aufgestiegen war. Dort wurde er zunächst nur in sechs Ligaspielen eingesetzt, erzielte aber schon drei Tore. 1960 hatte er sich bereits in den Spielerstamm hineingespielt, von den 26 Punktspielen bestritt er 19 Partien und steigerte seine Torausbeute auf fünf Treffer. 1961 kehrte der DDR-Fußball wieder zum Sommer-Frühjahr-Spielrhythmus zurück. Dazu mussten in der DDR-Liga bis zum Juni 1962 39 Punktspiele ausgetragen werden, von denen Fischer 37 Begegnungen bestritt und nach Dieter Legler (27) mit 13 Treffern zweitbester Torschütze der Dresdner wurde. Damit hatte er auch einen beträchtlichen Anteil am Aufstieg in die Oberliga. Dort bestritt Fischer 1962/63 seine letzte Spielzeit im höherklassigen Fußball. Er wurde nur noch in der Hinrunde in neun Oberligaspielen eingesetzt, in denen er seine letzten beiden Tore für Dynamo Dresden erzielte. Nach 71 Punktspielen und 23 Toren schied Eberhard Fischer im Alter von 28 Jahren bei der SG Dynamo und endgültig aus dem Spitzenfußball aus.